# Neil Young (album)
Neil Young – debiutancki album kanadyjskiego muzyka Neila Younga.

## Lista utworów
| 1.  | "The Emperor of Wyoming"                | 2:14  |
|     |                                         |       |
| 2.  | "The Loner"                             | 3:55  |
|     |                                         |       |
| 3.  | "If I Could Have Her Tonight"           | 2:15  |
|     |                                         |       |
| 4.  | "I've Been Waiting for You"             | 2:30  |
|     |                                         |       |
| 5.  | "The Old Laughing Lady"                 | 5:58  |
|     |                                         |       |
| 6.  | "String Quartet from Whiskey Boot Hill" | 1:04  |
|     |                                         |       |
| 7.  | "Here We Are in the Years"              | 3:27  |
|     |                                         |       |
| 8.  | "What Did You Do to My Life?"           | 2:28  |
|     |                                         |       |
| 9.  | "I've Loved Her so Long"                | 2:40  |
|     |                                         |       |
| 10. | "The Last Trip to Tulsa"                | 9:25  |
|     |                                         |       |
|     |                                         | 35:56 |
|     |                                         |       |

## Twórcy
Muzycy
- Neil Young: gitara, pianino, elektryczne pianino, klawesyn, pipe organ, wokal
- Jim Messina: gitara basowa
- George Grantham: perkusja
- Ry Cooder: gitara, elektryczna gitara hawajska
- Jack Nitzsche: elektryczne pianino
- Merry Clayton: wokal
- Brenda Holloway: wokal
- Patrice Holloway: wokal
- Gloria Richetta Jones: wokal
- Sherlie Matthews: wokal
- Gracia Nitzsche: wokal

Produkcja
- Dale Batchelor – inżynier dźwięku
- David Briggs – producent
- Danny Kelly – zdjęcia
- Donn Landee – inżynier
- Jack Nitzsche – producent
- Rik Pekkonen – aranżer, inżynier
- Mark Richardson – inżynier
- Henry Saskowski – inżynier
- Ed Thrasher – dyrektor artystyczny
- Roland Deihl – okładka
- Neil Young – aranżer, producent